# 米德爾維爾鎮區 (明尼蘇達州賴特縣)
米德爾維爾鎮區（英語：Middleville Township）是位於美國明尼蘇達州賴特縣的一個行政鎮區。

## 地方資料
米德爾維爾鎮區的面積為91.45平方千米，當中陸地面積為86.55平方千米，而水域面積為4.90平方千米。根據2020年美國人口普查的數據，當地共有人口1009人，而人口密度為每平方千米11.03人。